# МАЗ-251
МАЗ-251 — белорусский туристический автобус Минского автомобильного завода.
Технология изготовления кузова общая для всех автобусов МАЗ второго поколения (МАЗ-256, МАЗ-203, МАЗ-206): пластиковые панели обшивки, стекла вклеены в каркас, отсутствуют профили накладок на швах. Применено лобовое стекло панорамного типа, а боковые стекла — двойные стеклопакеты с тонированием внешнего стекла. В пассажирском салоне автобуса может быть установлено от 46 до 53 сидений. Автобус имеет большое багажное отделение объёмом 11 м³, мягкие сиденья с регулировками, кондиционер, кухню, туалет, аудио- и видеосистемы. Каждое пассажирское место оснащено индивидуальной системой освещения и вентиляции.
Пневматическая подвеска и передней оси, и заднего моста с электронным управлением обеспечивают плавность хода. На автобусе применяется двигатель MAN мощностью 360 л. с., соответствующий нормам Евро-3. Для повышения маневренности угол поворота передних колес увеличен до 58°.
Во время первой демонстрации автобуса на Мотор-шоу 2004 в Москве МАЗ-251 получил два приза. Первый — от профессионального жюри, «Лучший международный туристический автобус MIMS-2004». Второй — от посетителей выставки, «Лучший автобус MIMS-2004».
Заинтересованность в автобусе высказали и в странах ЕС, например, один из заказов поступил от мэра румынского города Констанца.
До начала 2006 было выпущено четыре машины, на которых был проведен полный цикл заводских и сертификационных испытаний. Серийное производство туристского автобуса международного класса МАЗ-251 началось в мае 2006 года и завершилось в январе 2021 года. Всего по состоянию на декабрь 2007 было выпущено более 30 машин.
Цена автобуса составляет порядка 200 000 $.

## Модификации
| Название    | Модель КПП    | Модель двигателя      | Экостандарт | Годы выпуска | Примечание |
| ----------- | ------------- | --------------------- | ----------- | ------------ | ---------- |
| МАЗ-251.050 | ZF 6S 1701 BO | MAN D 2866 LOH 28     | Евро-3      | 2004-2013    |            |
| МАЗ-251.062 | ZF 6S 1901 BO | Daimler ОМ 457 LA V/2 | Евро-5      | 2009-2022    |            |